# Tureň
Tureň je obec na Slovensku v okrese Senec. Žije zde přibližně 1 200 obyvatel. První písemná zmínka o obci pochází z roku 1252.